# Dröverken en Myrbacken
Dröverken en Myrbacken (Zweeds: Dröverken och Myrbacken) is een småort in de gemeente Ludvika in het landschap Dalarna en de provincie Dalarnas län in Zweden. Het småort heeft 58 inwoners (2005) en een oppervlakte van 19 hectare. Eigenlijk bestaat het småort uit twee plaatsjes: Dröverken en Myrbacken. Het småort ligt circa 10 kilometer ten noordwesten van de stad Ludvika.